# La principessa sacrificale e il re delle bestie
La principessa sacrificale e il re delle bestie (贄姫と獣の王?, Niehime to kemono no ō) è un manga shōjo scritto e disegnato da Yu Tomofuji, serializzato in Giappone sulla rivista Hana to yume di Hakusensha dal 5 novembre 2015 al 20 ottobre 2020.
Un adattamento anime prodotto dallo J.C.Staff è stato trasmesso in Giappone su Tokyo MX dal 20 aprile al 28 settembre 2023. Tra settembre 2015 e marzo 2019 l'opera cartacea ha avuto un seguito, con personaggi diversi, dal titolo Il coniglio bianco e il principe delle bestie (白兎と獣の王子 ～贄姫と獣の王 スピンオフ～?, Shiro usagi to kemono no ōji).
In Italia il manga è stato pubblicato da Magic Press Edizioni dal 9 settembre 2021 all'11 gennaio 2024.

## Trama
Leonheart, il re delle bestie e dei demoni, riceve regolarmente sacrifici umani di sesso femminile da mangiare per affermare il dominio del suo popolo sulla razza umana. Tuttavia, la ragazza umana portata nella capitale come novantanovesimo sacrificio, Sariphi, incuriosisce Leonheart, in quanto la fanciulla non mostra alcun timore né di lui né di nessun'altra bestia e accetta la sua morte senza implorare o piangere poiché non ha né casa né famiglia cui tornare nel caso venisse liberata. Intrigato, Leonheart la fa restare al suo fianco come sua consorte nonostante sia umana e Sariphi si prepara a diventare la regina delle bestie e demoni.

## Personaggi

### Personaggi principali

Sariphi e Leonheart nella prima sigla iniziale dell'anime

Sariphi (サリフィ?, Sarifi)
Doppiata da: Aoi Yūki (drama-CD) / Kana Hanazawa (anime)
Una ragazza umana, il novantanovesimo sacrificio al re delle bestie e dei demoni e soprannominata "Sari" e futura regina dei demoni. È una ragazza gentile e compassionevole con un atteggiamento ottimista e positivo nei confronti della vita.
Leonheart (レオンハート?, Reonharuto)
Doppiata da: Kenjirō Tsuda (drama-CD) / Satoshi Hino (anime) e Yumi Uchiyama (anime; da bambino)
Re delle bestie e dei demoni. Nato come mezzosangue da padre demone e madre umana. Nonostante il suo comportamento stoico e aggressivo, è un re gentile e benevolo che si prende cura dei suoi sudditi e ama moltissimo Sariphi.

### Personaggi secondari
Clops e Cy (ロプス & キュク?, Lops & Kyuku)
Doppiata da: Rie Takahashi (Clops; drama-CD), Yui Ogura (Cy; drama-CD) / Natsumi Fujiwara (Clops; anime), Yuka Nukui (Cy; anime)
Sono una coppia e i più giovani del clan ciclopico. Cy è l'occhio e parla poco mentre Clops è la bocca e parla molto di più. Clops può vedere attraverso gli occhi di Cy e i due possono comunicare tra loro a grandi distanze.
Anubis (アヌビス?, Anubisu)
Doppiata da: Takahiro Sakurai (drama-CD) / Takuma Terashima (anime) e Rie Kugimiya (anime; da bambino)
È il consigliere più fidato di Leonheart. Il suo nome personale è Sirius (シリウス?, Shiriusu).
Amit (アミト?, Amito)
Doppiata da: Megumi Han
La sesta principessa del clan dei rettili che si è innamorata di Jormungand. È molto timida e stringe una buona amicizia con Sariphi.
Jormungand (ヨルムンガンド?, Yorumungando)
Doppiata da: Junichi Yanagita (drama-CD) / Chikahiro Kobayashi (anime)
Il capitano della guardia reale. Da bambino sognava di unirsi alla guardia reale, ma veniva costantemente rifiutato a causa dei pregiudizi anti-rettiliani. Quando Leonheart salì al trono, nominò Jormungand capitano e giurò fedeltà al re. Sebbene sia altrettanto timido nell'ammetterlo, ricambia i sentimenti della principessa Amit. Verso la fine della storia, ammette apertamente che voleva avere dei figli con lei, cosa che fa arrossire entrambi.
Bennu (ベンヌ?, Ben'nu)
Doppiata da: Hiroyuki Yoshino
Una fenice e la sacra bestia di Sariphi.
Ilya (イリヤ?, Irīa)
Doppiata da: Shōya Chiba e Riho Sugiyama (da bambino)
Amico d'infanzia di Sariphi, è innamorato di lei. Dopo aver perso il suo villaggio e la sua famiglia a causa dell'attacco di una demone, ha sviluppato un profondo odio verso tutti i demoni.
Seth (セト?, Setto)
Doppiata da: Kōki Miyata (drama-CD) / Kohsuke Toriumi (anime) e Risae Matsuda (anime; da bambino)
Il giudice, nato da una delle concubine del re e da un uomo sconosciuto; in origine era convinto di avere discendenza reale ma ciò si è rilevato non essere vero. In seguito scopre il segreto del sangue misto di Leonheart e lo smaschera di fronte al regno, dopodiché progetta di separare tutti i demoni in base alla specie. Ha tentato di utilizzare un potente incantesimo su Leonheart ma non ha avuto effetto in quanto Seth aveva raggiunto il suo limite.
Galois (ガロア?, Garoa)
Doppiata da: Hōchū Ōtsuka
Joz (ジョズ?, Jozu)
Doppiata da: Kenta Miyake
Tote VII (テト7世?, Teto VII)
Doppiata da: Takashi Matsuyama
Carla (カルラ?, Kara)
Doppiata da: Aya Hisakawa
Tetra (テトラ?, Tetora)
Doppiata da: Rina Hidaka
Carcara (カルカラ?, Karukara)
Doppiata da: Kaede Hondo
Lanteveldt (ラントベルト?, Rantoberuto)
Doppiata da: Tasuku Hatanaka e Yuka Takakura (da bambino)
Fenrir (フェンリル?, Fenriru)
Doppiata da: Yūichi Nakamura e Mutsumi Tamura (da bambino)
Gleipnir (グレイプニル?, Gureipuniru)
Doppiata da: Masaaki Mizunaka e Ayaka Asai (da bambino)
Anastasia (アナスタシア?, Anasutashia)
Doppiata da: Saori Hayami

## Media

### Manga
Il manga, scritto e disegnato da Yu Tomofuji, è stato serializzato dal 5 novembre 2015 al 20 ottobre 2020 sulla rivista Hana to yume edita da Hakusensha. Inizialmente il manga faceva parte della gamma iniziale del negozio online di Hakusensha che vendeva articoli a tema della serie. I capitoli sono stati raccolti in 15 volumi tankōbon pubblicati dal 20 maggio 2016 al 20 gennaio 2021. L'edizione limitata del sesto volume conteneva inoltre un drama-CD basato sulla serie.
In Italia la serie è stata pubblicata da Magic Press dal 16 settembre 2021 all'11 gennaio 2024.
La serie viene distribuita anche negli Stati Uniti e in Canada da Yen Press, in Corea del Sud da Haksan Publishing, in Francia da Pika Édition, in Germania da Carlsen Verlag, in Thailandia da Siam Inter Comics e in Spagna da ECC Ediciones.
Un manga spin-off dal titolo Il coniglio bianco e il principe delle bestie è stato serializzato dal 20 agosto 2022 al 20 febbraio 2024 sempre su Hana to yume. I capitoli sono stati raccolti in 5 volumi tankōbon pubblicati dal 20 gennaio 2022 al 19 aprile 2024.
In Italia la serie spin-off è stata annunciata durante il Napoli Comicon 2024 da Magic Press che la pubblica a partire dal 27 giugno 2024.

#### Volumi
| La principessa sacrificale e il re delle bestie (15 volumi) |                   |                                                                             |                   |                                                                           |
| 1                                                           | 20 maggio 2016    | ISBN 978-4-592-21541-7                                                      | 16 settembre 2021 | ISBN 978-88-6913-765-5                                                    |
| 2                                                           | 20 settembre 2016 | ISBN 978-4-592-21542-4                                                      | 18 novembre 2021  | ISBN 978-88-6913-783-9                                                    |
| 3                                                           | 20 gennaio 2017   | ISBN 978-4-592-21543-1                                                      | 20 gennaio 2022   | ISBN 978-88-6913-799-0                                                    |
| 4                                                           | 19 maggio 2017    | ISBN 978-4-592-21544-8                                                      | 16 marzo 2022     | ISBN 978-88-6913-817-1                                                    |
| 5                                                           | 20 settembre 2017 | ISBN 978-4-592-21545-5                                                      | 19 maggio 2022    | ISBN 978-88-6913-828-7                                                    |
| 6                                                           | 19 gennaio 2018   | ISBN 978-4-592-21546-2 (ed. regolare) ISBN 978-4-592-10587-9 (ed. limitata) | 1º gennaio 2022   | ISBN 978-88-6913-846-1                                                    |
| 7                                                           | 20 aprile 2018    | ISBN 978-4-592-21547-9                                                      | 15 settembre 2022 | ISBN 978-88-6913-866-9                                                    |
| 8                                                           | 20 luglio 2018    | ISBN 978-4-592-21548-6                                                      | 25 novembre 2022  | ISBN 978-88-6913-888-1                                                    |
| 9                                                           | 20 novembre 2018  | ISBN 978-4-592-21549-3                                                      | 30 marzo 2023     | ISBN 978-88-6913-905-5                                                    |
| 10                                                          | 20 marzo 2019     | ISBN 978-4-592-21550-9                                                      | 4 maggio 2023     | ISBN 978-88-6913-929-1                                                    |
| 11                                                          | 20 agosto 2019    | ISBN 978-4-592-22301-6                                                      | 1º giugno 2023    | ISBN 978-88-6913-935-2                                                    |
| 12                                                          | 20 dicembre 2019  | ISBN 978-4-592-22722-9 (ed. regolare) ISBN 978-4-592-22722-9 (ed. limitata) | 24 agosto 2023    | ISBN 978-88-6913-965-9 (ed. regolare) ISBN 978-88-6913-966-6 (ed. deluxe) |
| 13                                                          | 20 aprile 2020    | ISBN 978-4-592-22303-0                                                      | 25 settembre 2023 | ISBN 978-88-6913-978-9                                                    |
| 14                                                          | 20 agosto 2020    | ISBN 978-4-592-22304-7                                                      | 18 novembre 2023  | ISBN 978-88-6913-202-5                                                    |
| 15                                                          | 20 gennaio 2021   | ISBN 978-4-592-22305-4 (ed. regolare) ISBN 978-4-592-22757-1 (ed. limitata) | 11 gennaio 2024   | ISBN 978-88-6913-225-4 (ed. regolare) ISBN 978-88-6913-224-7 (ed. deluxe) |
| Il coniglio bianco e il principe delle bestie (5 volumi)    |                   |                                                                             |                   |                                                                           |
| 1                                                           | 20 gennaio 2023   | ISBN 978-4-592-22451-8                                                      | 27 giugno 2024    | ISBN 978-88-6913-483-8                                                    |
| 2                                                           | 20 aprile 2023    | ISBN 978-4-592-22452-5                                                      | 22 agosto 2024    | ISBN 979-12-56720-10-1                                                    |
| 3                                                           | 18 agosto 2023    | ISBN 978-4-592-22453-2                                                      | 10 ottobre 2024   | ISBN 979-12-56720-24-8                                                    |
| 4                                                           | 20 dicembre 2023  | ISBN 978-4-592-22454-9                                                      | —                 | —                                                                         |
| 5                                                           | 19 aprile 2024    | ISBN 978-4-592-22455-6                                                      | —                 | —                                                                         |

### Anime
Un adattamento anime è stato annunciato sul quarto numero della rivista Hana to yume uscito il 20 gennaio 2021. La serie è prodotta da J.C.Staff e diretta da Chiaki Kon, con la sceneggiatura scritta da Seishi Minakami, il character design curato da Shinya Hasegawa e la colonna sonora composta da Kohta Yamamoto. La serie è stata trasmessa in Giappone su Tokyo MX e BS11 dal 20 aprile al 28 settembre 2023. Le sigle dei primi 12 episodi sono rispettivamente Saku no nie (朔の贄? lett. "Sacrificio") dei BIN (apertura) e Only di Garnidelia (chiusura). Dall'episodio 13 al 24 invece sono stati impiegati i brani Love Infinity di Hinano (apertura) e Call Your Name di Katagiri (chiusura). I diritti per la distribuzione internazionale al di fuori dell'Asia sono stati acquistati da Crunchyroll che l'ha pubblicata in simulcast in versione sottotitolata in vari Paesi del mondo, tra cui l'Italia.

#### Episodi
| Nº | Titolo italiano Giapponese 「Kanji」 - Rōmaji                                                                    | In onda           | In onda |
| Nº | Titolo italiano Giapponese 「Kanji」 - Rōmaji                                                                    | Giapponese        |         |
| 1  | Il sacrificio e la notte del rituale 「生贄と供犠の夜」 - Ikenie to kugi no yoru                                 | 20 aprile 2023    |         |
| 2  | I bombi e il banchetto di corte 「熊蜂と貴族の宴」 - Kumabachi to kizoku no utage                                | 27 aprile 2023    |         |
| 3  | Le bestie e la città degli umani 「魔族と人間の町」 - Mazoku to ningen no machi                                  | 4 maggio 2023     |         |
| 4  | La donna gatto e la Principessa rettiliana 「女猫と爬虫の姫」 - Meneko to hachū no hime                          | 11 maggio 2023    |         |
| 5  | La bestia sacra dell'immortalità e della rigenerazione 「不死と再生の聖獣」 - Fushi to saisei no seijū           | 18 maggio 2023    |         |
| 6  | Il ragazzo umano e il Re delle bestie 「少年と魔族の王」 - "Shōnen to mazoku no ō                                | 25 maggio 2023    |         |
| 7  | Il ragazzo che ama e odia 「愛と憎しみの少年」 - Ai to nikushimi no shōnen                                       | 1º giugno 2023    |         |
| 8  | Il Dio dei mari e la seconda prova 「海神と第二の試練」 - Watatsumi to daini no shiren                           | 8 giugno 2023     |         |
| 9  | I ricordi del Re e del Primo ministro 「王と宰相の追憶」 - Ō to saishō no tsuioku                                | 15 giugno 2023    |         |
| 10 | Il giorno della festa e la profezia 「祝祭と天啓の日」 - Shukusai to tenkei no hi                                | 22 giugno 2023    |         |
| 11 | La benedizione divina e la Regina facente funzione 「加護と王妃の代理」 - Kago to ōhi no dairi                   | 29 giugno 2023    |         |
| 12 | La benedizione e il voto per il futuro 「祝福と未来の契」 - Shukufuku to mirai no chigiri                        | 6 luglio 2023     |         |
| 13 | Visita d'incoraggiamento e la iena a capo della scorta personale 「慰問と鬣犬の隊長」 - Imon to haiena no taichō | 13 luglio 2023    |         |
| 14 | La falsa accusa e la iena solitaria 「濡衣と孤独の鬣犬」 - Nureginu to kodoku no haiena                          | 20 luglio 2023    |         |
| 15 | L'incontro tra il ragazzo e il cucciolo 「少年と幼子の邂逅」 - Shōnen to osanago no kaigō                        | 27 luglio 2023    |         |
| 16 | L'invasione e il lupo senza un regno 「侵略と亡国の幻狼」 - Shinryaku to bōkoku no maboroshi ōkami               | 3 agosto 2023     |         |
| 17 | L'inseguimento e la battaglia dei servitori 「追跡と臣下の攻防」 - Tsuiseki to shinka no kōbō                    | 10 agosto 2023    |         |
| 18 | Il salvataggio e il duello fatale 「救出と宿命の対決」 - Kyūshutsu to shukumei no taiketsu                       | 17 agosto 2023    |         |
| 19 | Un ponte fra bestie e umani 「魔族と人間の懸橋」 - Mazoku to ningen no kakehashi                                 | 24 agosto 2023    |         |
| 20 | La missiva reale e la strega inavvicinabile 「親書と禁忌の魔女」 - Shinsho to kinki no majo                      | 31 agosto 2023    |         |
| 21 | La pace e il segreto rivelato 「和平と秘密の暴露」 - Wahei to himitsu no bakuro                                  | 7 settembre 2023  |         |
| 22 | La fuga e l'ambizione del giudice 「逃亡と法官の野望」 - Tōbō to hōkan no yabō                                   | 14 settembre 2023 |         |
| 23 | L'alto sacerdote e la verità sul Re 「神官長と王の真実」 - Shinkanchō to ō no shinjitsu                          | 21 settembre 2023 |         |
| 24 | La Regina e il futuro del regno 「妃と王国の未来」 - Kisaki to ōkoku no mirai                                    | 28 settembre 2023 |         |

## Accoglienza
Rebecca Silverman di Anime News Network recensendo il primo volume del manga ha affermato che "La bella e la bestia è viva e vegeta ne La principessa sacrificale e il re delle bestie - è quasi una rivisitazione da manuale della fiaba classica. Ciò fa sicuramente parte del fascino di questo volume iniziale, perché la bella del folclore non è sempre così coraggiosa come potrebbe essere, spesso conquistando la bestia con i suoi modi gentili e il suo comportamento calmo". Richard Gutierrez di The Fandom Post vedeva la storia come qualcosa di più di una rivisitazione, affermando che l'autore "ha sinceramente creato una narrazione che stimola il lettore su molti fronti", complimentandosi per la relazione della coppia e della sua innocenza. Sean Gaffney di A Case Suitable for Treatment ha sostenuto che il manga ha scene nostalgiche che fanno riferimento ad altre opere, apprezzando la caratterizzazione dei personaggi e soprattutto della protagonista, ma era diffidente riguardo alla sua giovane età.